# Rick Zabel
Pour les articles homonymes, voir Zabel.
Rick Zabel, né le 8 décembre 1993 à Unna, est un coureur cycliste allemand, professionnel pendant 13 saisons. Il est le fils du sprinteur Erik Zabel.

## Biographie

### Jeunesse et carrière amateur

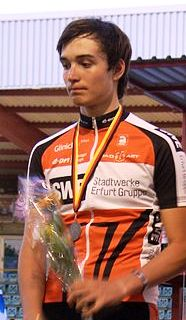
Rick Zabel en 2010.

Rick Zabel naît le 8 décembre 1993 à Unna, en Rhénanie-du-Nord-Westphalie. Il est le fils de Cordula et Erik Zabel. Cycliste durant les années 1990 et 2000, celui-ci est notamment vainqueur à six reprises du classement par points du Tour de France, et vainqueur de la classique Milan-San Remo à quatre reprises. Le père d'Erik Zabel, Detlef Zabel, a également été coureur cycliste durant les années 1950.
Durant son enfance, Rick Zabel monte plusieurs fois sur le podium du Tour de France lorsque son père se voit remettre ses maillots verts. Il commence le cyclisme à 11 ans au RSV Unna 1968.
En 2008, à 14 ans, il quitte Unna pour un lycée sportif (Sportsgymnasium) à Erfurt, en Thuringe, et court au RSC Turbine Erfurt. En 2009, sur piste, il est champion d'Allemagne de l'américaine débutants. Deux ans plus tard, il est cinquième du championnat du monde sur route juniors.
Après avoir abandonné l'Abitur à seize ans, il rejoint en 2012 l'équipe espoirs néerlandaise Rabobank Continental, réserve de l'équipe professionnelle Rabobank. Évoluant désormais en catégorie moins de 23 ans, il devient champion d'Allemagne sur route. En 2013, il s'impose au sprint au Tour des Flandres espoirs et lors d'une étape du Tour de Normandie.

### Carrière professionnelle
Rick Zabel devient coureur professionnel en 2014 au sein de l'équipe BMC Racing. Il fait ses débuts avec cette équipe en janvier au Tour Down Under.
En 2015, il dispute le Tour d'Italie, son premier grand tour, et obtient sa première victoire professionnelle en gagnant une étape du Tour d'Autriche.
En août 2018, il termine treizième du championnat d'Europe sur route à Glasgow.
Il met un terme à sa carrière en mai 2024.

## Palmarès

### Palmarès et classements sur route

#### Palmarès amateur
- 2011

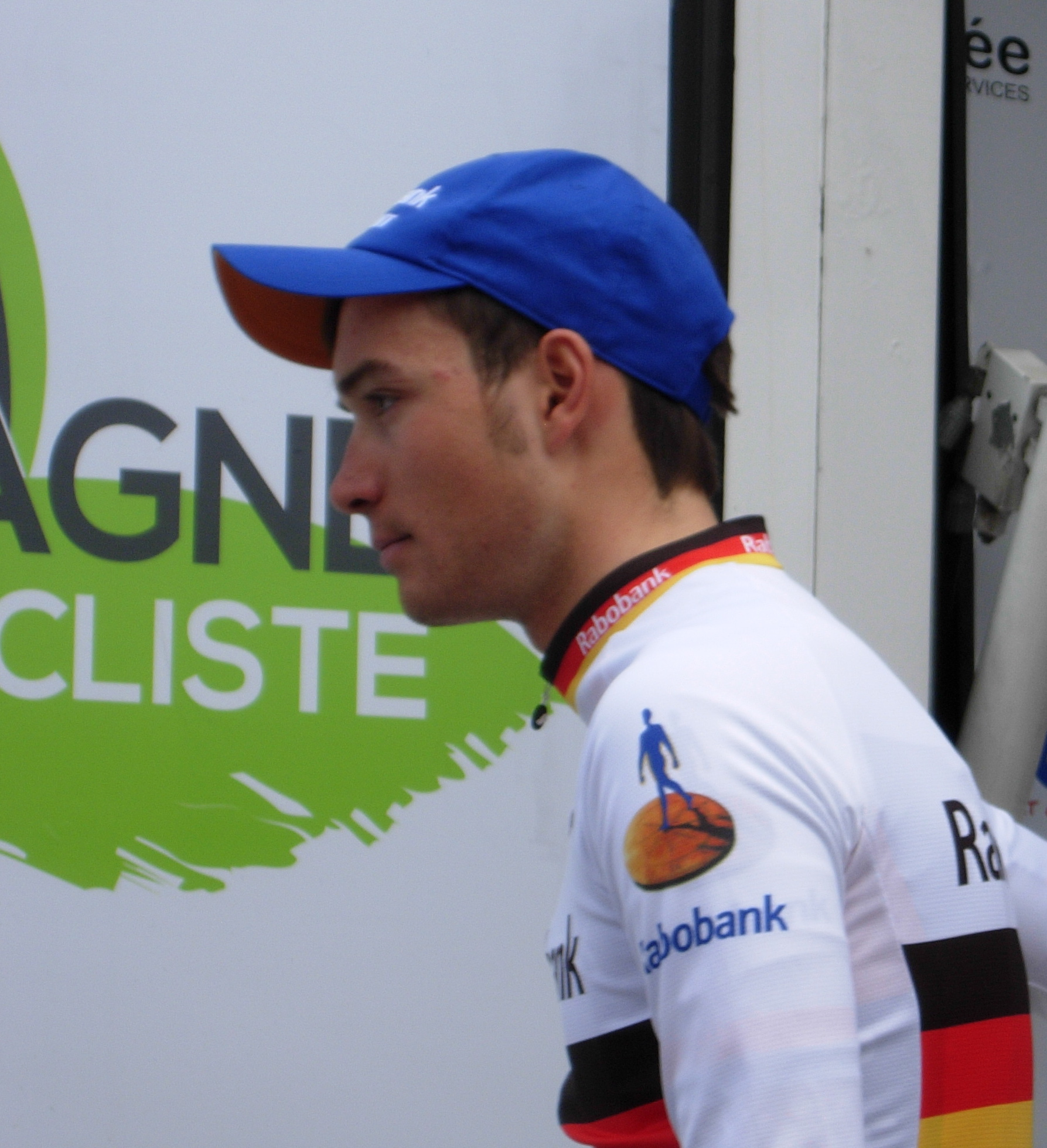
Rick Zabel vêtu du maillot de champion d'Allemagne espoirs, lors du Tour de Bretagne 2013.

  - 5e du championnat du monde sur route juniors
- 2012
  -  Champion d'Allemagne sur route espoirs
  - 2e du Tour du Limbourg
- 2013
  - 5e étape du Tour de Normandie
  - Tour des Flandres espoirs

#### Palmarès professionnel
- 2014
  - 1re étape du Tour du Trentin (contre-la-montre par équipes)
- 2015
  - 4e étape du Tour d'Autriche[n 1]
- 2017
  - 2e du Grand Prix de Francfort
- 2019
  - 2e étape du Tour de Yorkshire

#### Résultats sur les grands tours

##### Tour de France
4 participations
- 2017 : 145e
- 2018 : abandon (12e étape)
- 2019 : non partant (11e étape)
- 2021 : 134e

##### Tour d'Italie
4 participations
- 2015 : 142e
- 2016 : 140e
- 2020 : 123e
- 2022 : 137e

#### Classements mondiaux
| Année                                 | 2012 | 2013 | 2014 | 2015 | 2016 | 2017 | 2018 | 2019 | 2020 | 2021  | 2022  | 2023  |
| ------------------------------------- | ---- | ---- | ---- | ---- | ---- | ---- | ---- | ---- | ---- | ----- | ----- | ----- |
| UCI World Tour                        |      |      | nc   | nc   | nc   | 104e | 348e |      |      |       |       |       |
| Classement mondial                    |      |      |      |      | 627e | 190e | 724e | 941e | 746e | 1390e | 1307e | 1761e |
| UCI Europe Tour                       | 456e | 130e |      |      | 397e | 747e | 724e | 679e | 598e | 989e  | 907e  | nc    |
| UCI Asia Tour                         | nc   | nc   |      |      | nc   | nc   | 237e |      |      |       |       |       |
| UCI America Tour                      | nc   | nc   |      |      | 448e | nc   | nc   |      |      |       |       |       |
|                                       |      |      |      |      |      |      |      |      |      |       |       |       |
| Légende : nc = non classéSource : UCI |      |      |      |      |      |      |      |      |      |       |       |       |

### Palmarès sur piste
- 2009
  -  Champion d'Allemagne de l'américaine débutants (avec Thomas Schneider)
- 2010
  - 2e du championnat d'Allemagne de l'américaine juniors
  - 3e du championnat d'Allemagne de poursuite par équipes juniors
  - 3e du championnat d'Allemagne de course aux points juniors